# Weinender Engel

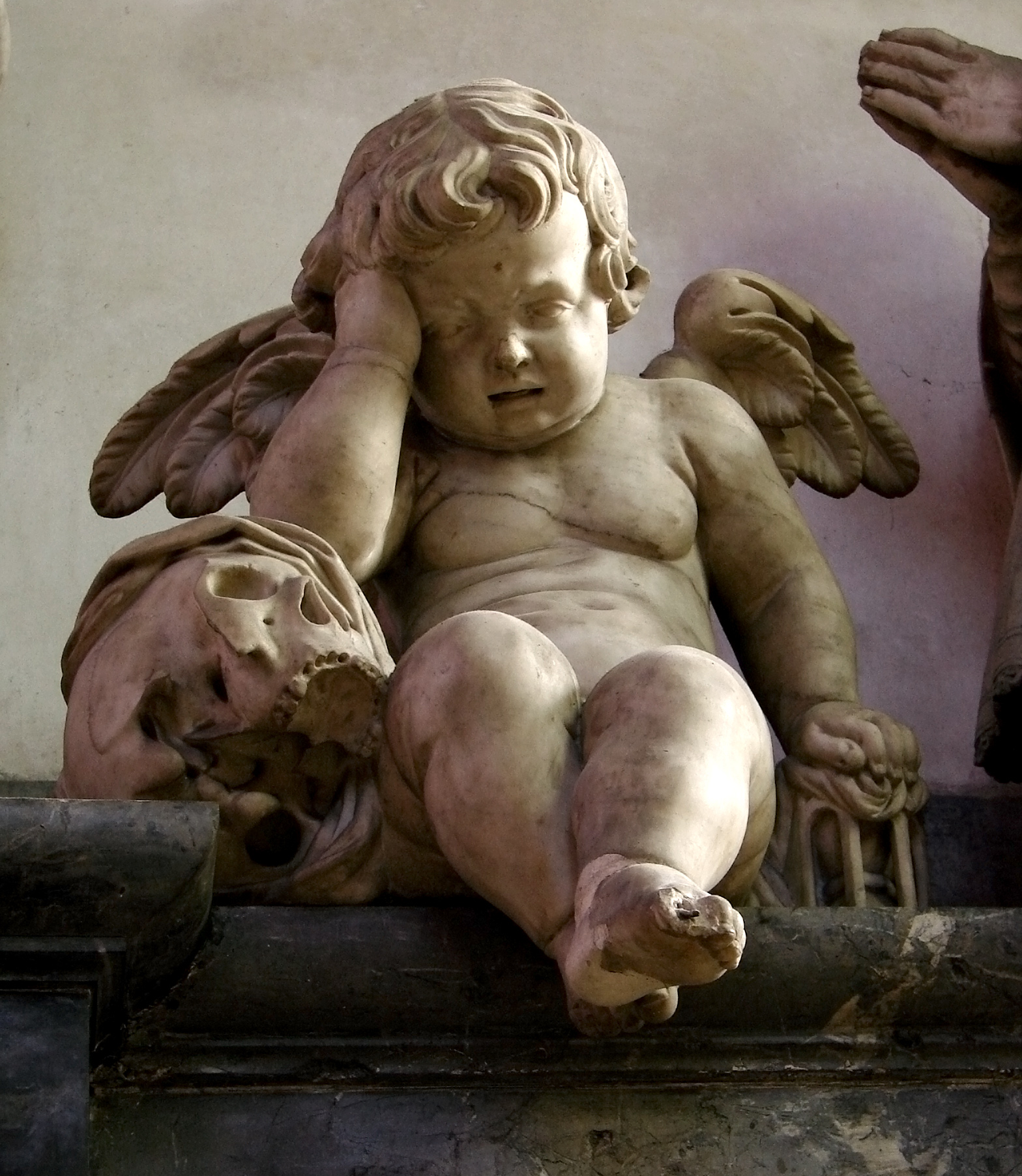
Engel mit Sanduhr und Totenschädel

Der Weinende Engel (französisch L’Ange pleureur) ist eine der bekanntesten Skulpturen in der Kathedrale von Amiens. Sie schmückt das Grabmal des Kanonikers Guilain Lucas († 1628) und ist ein Werk des Bildhauers Nicolas Blasset, der von 1630 bis 1659 für die Kathedrale wirkte.

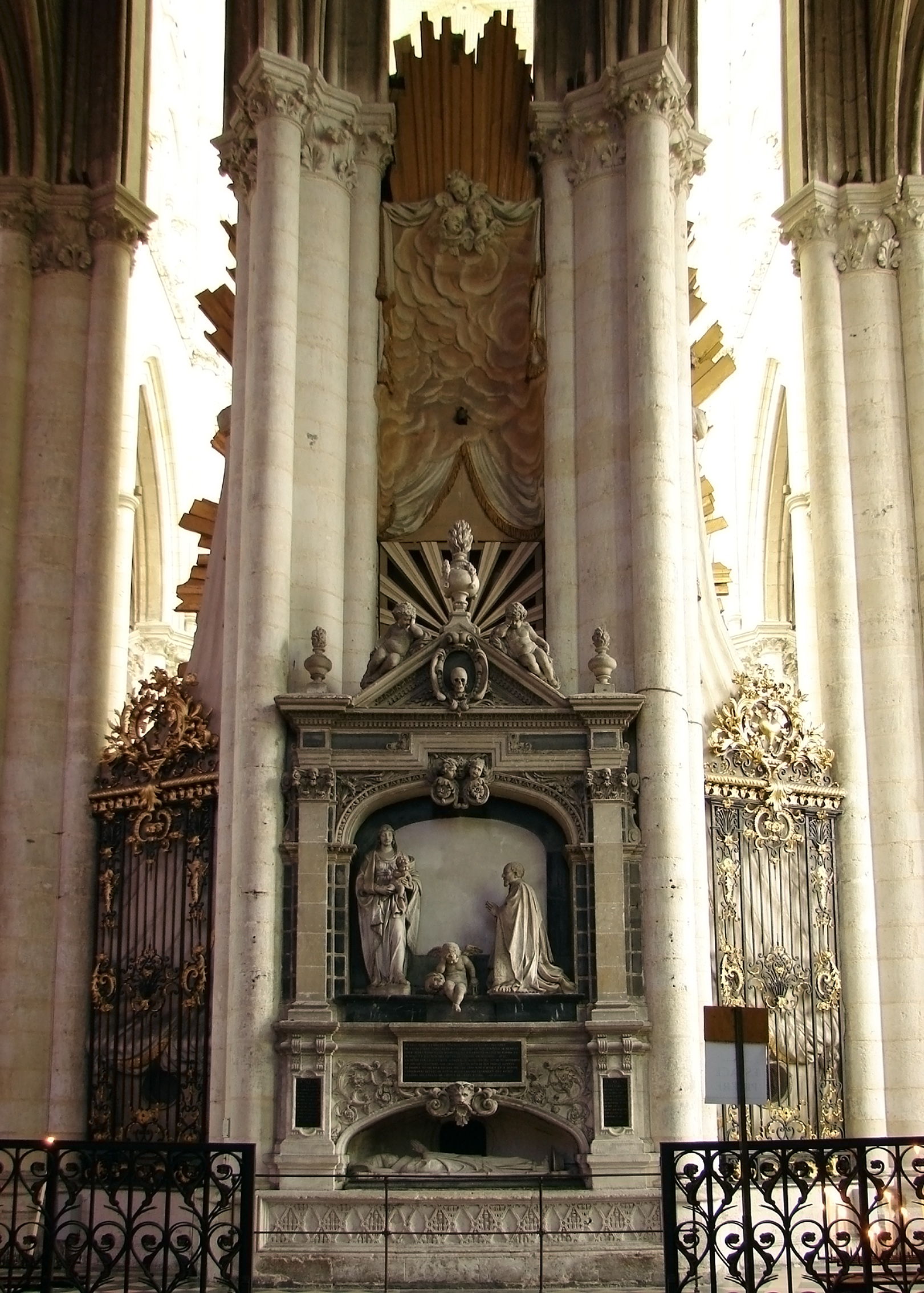
Grab des Kanonikers Guilain Lucas

Die Skulptur befindet sich im Chorumgang der Kathedrale direkt hinter dem Ostchor, mit Blick auf den Eingang der Apsidialkapelle, oberhalb der Nische mit der Liegefigur des Kanonikers. Der kirchliche Würdenträger, der für die Stadt die Waisenschule École des enfants bleus („Schule der blauen Kinder“) gründete, wird im oberen Teil erneut dargestellt, diesmal kniend im Seitenprofil, eine Madonna-Statue anbetend. Zwischen dem Kanoniker und der Heiligen Jungfrau symbolisiert der berühmte weinende Engel das Leid der Waisen, denen sich der Kanoniker zeitlebens gewidmet hat.
Die kleine Grabputte sitzt in trauernder Haltung, das linke Bein baumelt über dem rechten, die linke Hand ruht auf einer Sanduhr (Symbol für die begrenzte Lebenszeit), der leicht gesenkte Kopf stützt sich auf die rechte Hand. Der rechte Ellenbogen ruht auf einem Totenschädel, der die Vergänglichkeit menschlichen Lebens symbolisiert.
Obwohl noch zwei weitere flügellose Cheruben den Frontgiebel des Mausoleums schmücken, rief seit dem 17. Jahrhundert allein die etwas tiefer hängende Engelsfigur (d. h., sie war näher an den Gläubigen und Besuchern dran) unter den Bewohnern Amiens und den umliegenden Dörfern große Bewunderung hervor. Ihre Popularität gewann insbesondere im 19. Jahrhundert an Bedeutung. Einige Darstellungen, Kupferstiche und Zeichnungen gerieten in Umlauf, die Anfertigung von mehr oder weniger getreuen Nachbildungen dieser kleinen Statue geriet in Mode und wurde zu einem lokalen Phänomenen. Bekannte Familien und reiche Kaufleute schmückten ihre Gräber mit den Engeln. Die Kunsthistorikerin Christine Debrie konnte sieben Figuren auf dem Friedhof La Madeleine und eine auf dem Friedhof Saint-Aignan in Grivesnes ausfindig machen.
Eine Nachbildung aus Gips befindet sich im nördlichen Querschiff der 1870 errichteten Kirche von Bovelles, nahe dem Saint-Joseph geweihten Altar.
Eine weitere Kopie, 1874 von Gédéon de Forceville angefertigt, schmückt das Denkmal von Nicolas Blasset auf der Kreisverkehrsinsel des Place du Maréchal Joffre, zwischen der Rue des Otages und der Rue de Saint-Fuscien, unweit des Bahnhofs von Amiens.
Während des Ersten Weltkrieges wurden Hunderttausende von Postkarten, Münzen und andere Gegenstände mit dem Bild des Engels hergestellt und verkauft, insbesondere an britische Soldaten, die sie an ihre Familien in der Heimat schickten.

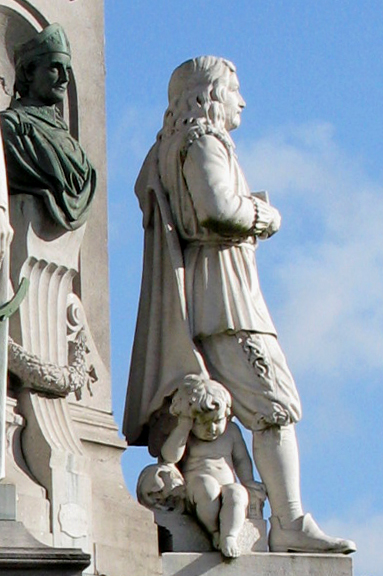
Denkmal auf dem Place Joffre
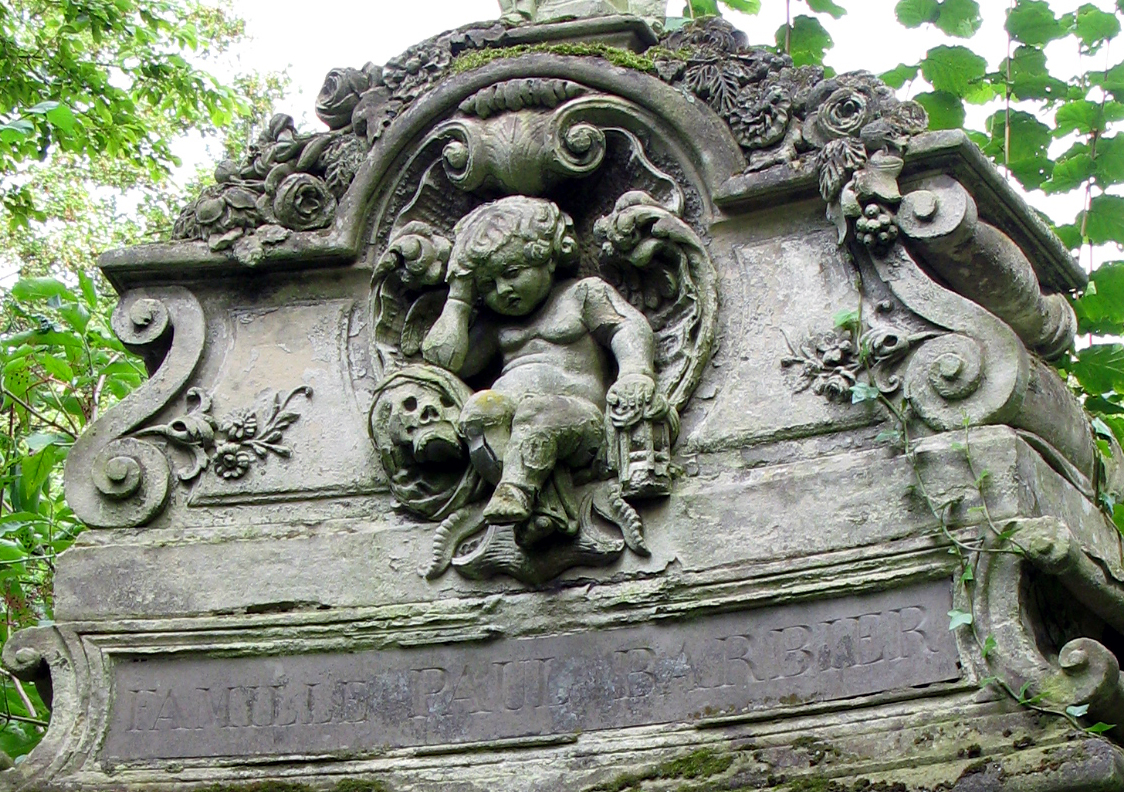
Grab der Familie Paul-Barbier
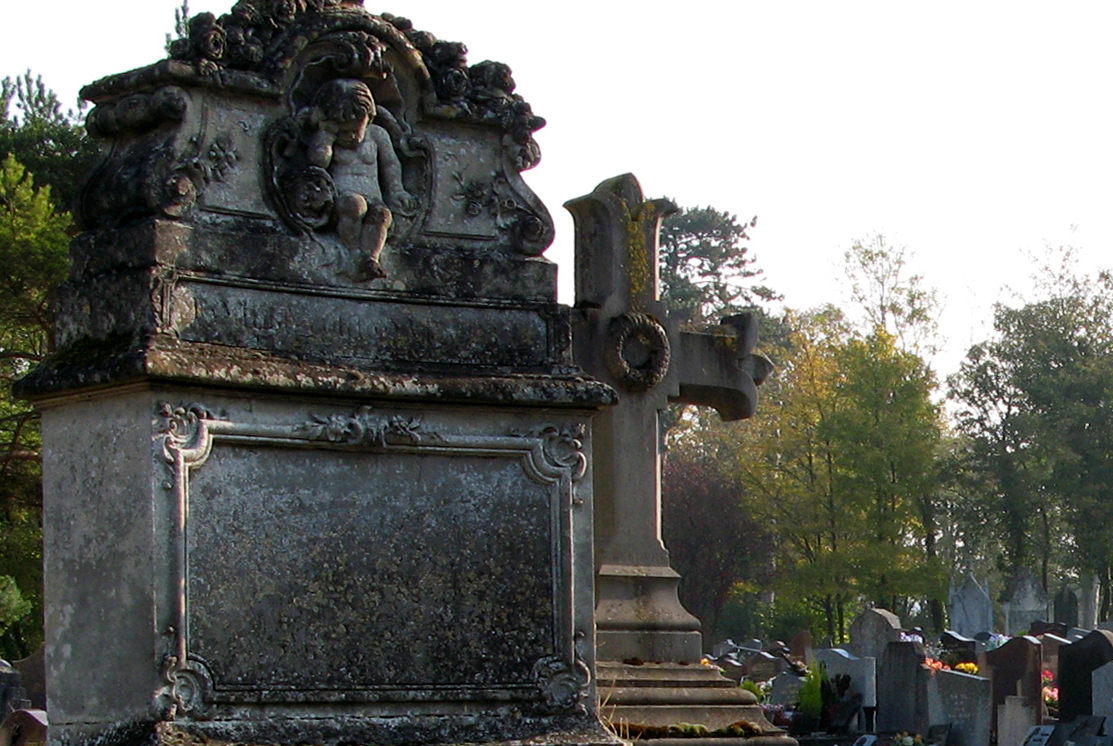
Grab der Familie Corroyer-Paul

Der Engel ist als Bestandteil des Grabmals von Guilain Lucas im nationalen Denkmalinventar Frankreichs (Inventaire général du patrimoine culturel) eingetragen.